# تپه گورستان وردان
تپه قبرستان وردان مربوط به سدهٔ ۱۰–۱۲ ه.ق است و در شهرستان سلماس، بخش مرکزی، دهستان کره سنی، جنوب روستای وردان واقع شده و این اثر در تاریخ ۷ اسفند ۱۳۸۵ با شمارهٔ ثبت ۱۷۶۸۲ به‌عنوان یکی از آثار ملی ایران به ثبت رسیده است.